# Julián Vara
Julián Vara López (* 17. November 1983 in Madrid) ist ein spanischer Fußballspieler.
Julián Vara López, kurz Julián Vara, begann seine Karriere als Profifußballer bei Atlético Madrid. Beim hochambitionierten spanischen Erstligisten konnte er sich jedoch nicht durchsetzen, kam nur zu wenigen Einsätzen und lief meist für die zweite Mannschaft Atléticos auf, die in der Segunda División B spielte. Für die Rückrunde der Saison 2007/08 wurde er an Celta Vigo ausgeliehen, wo er in der Segunda División Spielpraxis sammeln sollte.
Auch bei Celta kam er nur unregelmäßig zum Einsatz, so dass er im Sommer 2008 zum Zweitliga-Aufsteiger SD Huesca wechselte. Dort saß er meist auf der Ersatzbank. Nach einer Spielzeit schloss er sich im Sommer 2009 AD Alcorcón an, das in der Segunda División B spielte. Dort gehörte er zum Stamm der Mannschaft, die am Ende der Saison 2009/10 in die Segunda División aufstieg. Anschließend verpflichtete ihn der griechische Zweitligist GS Ilioupolis, wo er sich jedoch nicht durchsetzen konnte.
Ab Sommer 2011 war Julián Vara ein Jahr ohne Verein, ehe er bei Real Aranjuez in der Tercera División anheuerte. Mit dem Verein stieg er im Jahr 2014 ab, blieb ihm aber auch eine Klasse tiefer bis zum Jahr 2016 treu. Er wechselte CD Villacañas, mit dem er im Jahr 2017 wieder in die Tercera División aufstieg.